# Leopardus
Leopardus és un gènere format per petits fèlids amb taques, principalment de Centreamèrica i Sud-amèrica. Molt pocs individus viuen al sud dels Estats Units. Aquest gènere és considerat la branca més antiga de la família dels fèlids arreu d'Amèrica, seguit pels gèneres Lynx i Puma. L'espècie més grossa d'aquest gènere és l'ocelot. La majoria de la resta d'espècies s'assemblen en mida al gat domèstic, sent del gat kodkod (Leopardus guigna) la més petita d'Amèrica. El gat margay (Leopardus wiedii) és l'espècie més adaptada a la vida arbòria de totes les espècies de fèlid que viuen al continent americà.

## Taxonomia
En els últims anys hi ha hagut algunes revisions d'aquesta branca dels fèlids. El gènere Leopardus havia estat considerat prèviament un subgènere del gènere Felis. A més, les espècies Leopardus braccatus i Leopardus pajeros eren considerades subespècies del gat de la Pampa. Els estudis genètics indiquen que el gènere Leopardus forma un clade propi dins de la subfamília dels felins, i que evolucionà inicialment a Sud-amèrica fa entre 10 i 12 milions d'anys. Dins del gènere sembla que hi ha hagut dues línies evolutives, una representada per l'Ocelot, el gat margay i el gat dels Andes, i l'altre representada per la resta d'espècies.
Tot i el que es podria pensar, el gènere Leopardus no inclou el lleopard, el qual pertany al gènere Panthera.
- Gat de la pampa (Leopardus colocolo)
- Leopardus braccatus
- Leopardus guttulus
- Gat de Geoffroy (Leopardus geoffroyi)
- Gat kodkod (Leopardus guigna)
- Gat dels Andes (Leopardus jacobitus)
- Leopardus narinensis
- Leopardus pajeros
- Ocelot (Leopardus pardalis)
- Leopardus pardinoides
- Gat tigrat (Leopardus tigrinus)
- Gat margay (Leopardus wiedii)